# 山口村 (佐賀県)
山口村（やまぐちむら）は、佐賀県杵島郡にあった村。現在の杵島郡江北町の一部にあたる。

## 地理
御岳山南麓から境川東岸一帯の平坦地に位置していた。
- 河川：六角川[3]、古川[3]

## 歴史
- 1889年（明治22年）4月1日、町村制の施行により、杵島郡山口村（大部分）、八町村が合併して村制施行し、山口村が発足[1][2]。旧村名を継承した山口、八町の2大字を編成[2]。山口村字花祭（一部）が小城郡南多久村に編入され大字花祭となった[2]。
- 1932年（昭和7年）4月1日、杵島郡小田村、佐留志村と合併し、江北村を新設して廃止された[1][2]。合併後、江北村大字山口・八町となる[2]。

### 地名の由来
堤雄神社の奥院が所在する御岳山入口に当たることによるものか。

## 産業
- 農業[3]、商業[2]

## 交通
- 1895年（明治28年）村域の中央部を九州鉄道長崎線が開通し山口駅（江北駅）開設[2]。